# Sander De Pestel
Sander De Pestel, né le 11 octobre 1998 à Saint-Nicolas (Flandre-Orientale), est un coureur cycliste belge.

## Biographie

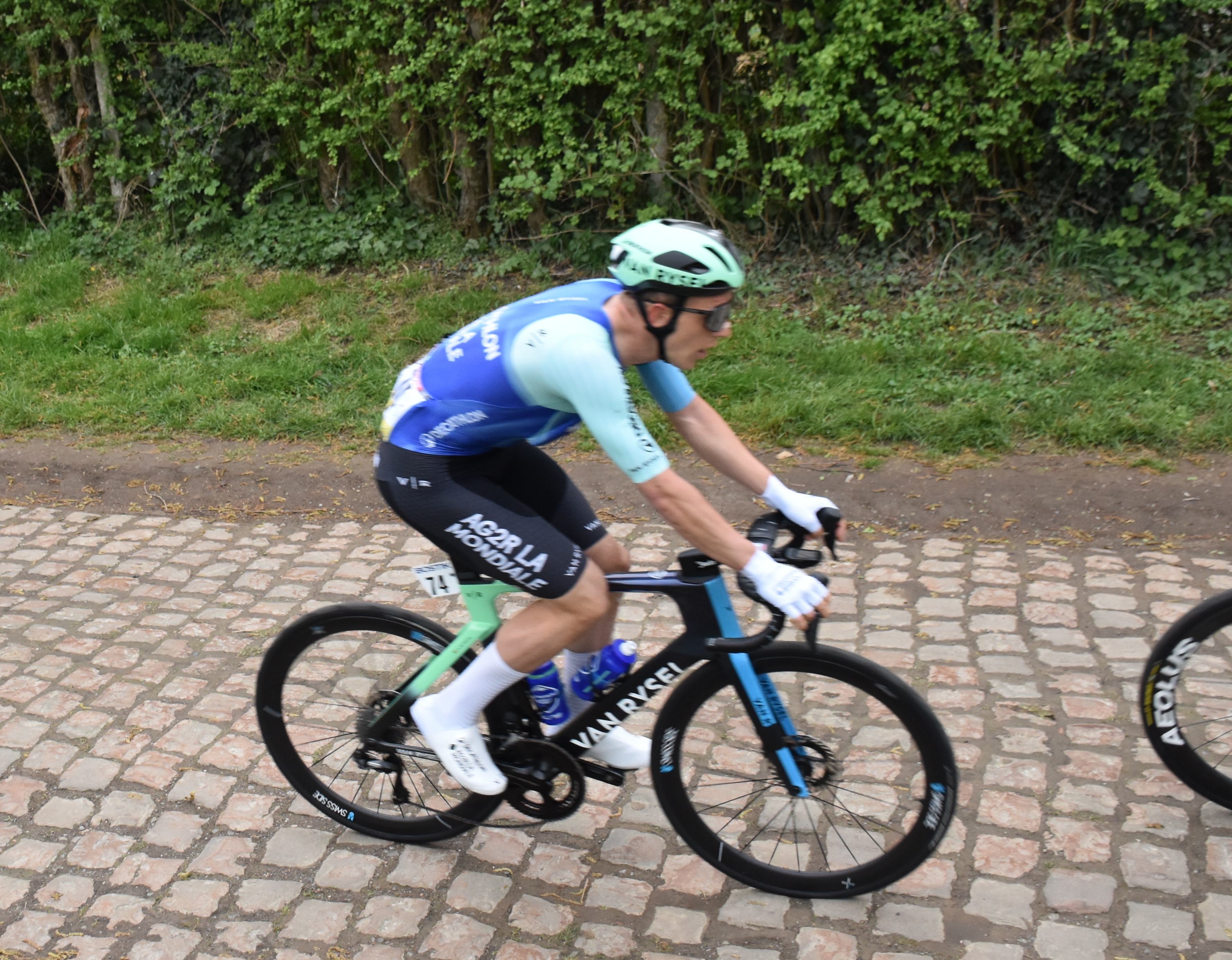
Sander De Pestel # 74 - Paris-Roubaix 2025

En novembre 2023, Decathlon AG2R La Mondiale annonce le recrutement de Sander De Pestel pour 2024 et 2025.

## Palmarès et résultats

### Palmarès par année
- 2015
  - 2e étape du Sint-Martinusprijs Kontich
  - 2e du Sint-Martinusprijs Kontich
  - 2e du Circuit Het Nieuwsblad juniors
  - 3e du championnat de Flandre-Orientale du contre-la-montre juniors
- 2016
  -  Champion de Belgique sur route juniors
  -  Champion de Belgique du contre-la-montre par équipes juniors
  - Circuit Het Nieuwsblad juniors
  - 2e du Trophée des Flandres
- 2017
  - Tour de Flandre-Orientale :
    - Classement général
    - 2e étape

  - 1re étape du Tour of South Bohemia (contre-la-montre par équipes)
- 2018
  - 1re étape du Tour of South Bohemia (contre-la-montre par équipes)
  - 3e du championnat de Flandre-Orientale du contre-la-montre espoirs
- 2019
  - 4e étape du Tour de Namur (contre-la-montre)
  - Mémorial Danny Jonckheere
  - Wingene Koers
  - Classement général de l'Olympia's Tour
  - 2e du Tour de Namur
  - 3e du Tour de Flandre-Orientale
  - 3e du Grand Prix Jules Van Hevel

### Résultats sur les grands tours

#### Tour d'Espagne
1 participation
- 2024 : non-partant (17e étape)

### Classements mondiaux
| Année                                 | 2017  | 2018  | 2019  | 2020  | 2021 | 2022  | 2023 | 2024  |
| ------------------------------------- | ----- | ----- | ----- | ----- | ---- | ----- | ---- | ----- |
| Classement mondial                    | 2233e | 2071e | 2195e | 1689e | nc   | 2141e | 532e | 1075e |
| UCI Europe Tour                       | 1451e | 1377e | 1419e | 1254e | nc   | 1346e | nc   | nc    |
|                                       |       |       |       |       |      |       |      |       |
| Légende : nc = non classéSource : UCI |       |       |       |       |      |       |      |       |